# Jerzy Horain
Jerzy Horain herbu Szreniawa – pisarz ziemski włodzimierski w latach 1649–1656.
Deputat na Trybunał Główny Koronny w latach 1642/1643 z województwa wołyńskiego.
Był elektorem Jana II Kazimierza Wazy.